# Городище (деревня, Рузский городской округ)
Городище — деревня сельского поселения Волковское Рузского района Московской области. Население — 5 чел. (2010).

## География
Деревня расположена на севере района, примерно в 17 километрах северо-восточнее Рузы, на берегу реки Озерна. Высота центра над уровнем моря 212 м. Ближайший населённый пункт — деревня Федчино.

## Название
Название происходит от термина городище — «место, где был город». Деревни с названием Городище возникали на остатках городов.

## История
До 2006 года Городище входило в состав Покровского сельского округа.

## Население
| 2002 | 2006 | 2010 |
| ---- | ---- | ---- |
| 4    | ↗7   | ↘5   |